# Yuncheng
Pour les articles homonymes, voir Yuncheng (homonymie).
Yuncheng (chinois simplifié : 运城市 ; chinois traditionnel : 鄆城市 ; pinyin : Yùnchéng shì) est une ville du sud de la province du Shanxi en Chine.

## Histoire
Cette ville fut autrefois appelée Bi (庇) et fut la capitale de la Chine sous les Shang du roi Zu Yi (祖乙) jusqu'au roi Nan Geng (南庚).

## Subdivisions administratives
La ville-préfecture de Guiyang exerce sa juridiction sur treize subdivisions - un district, deux villes-districts et dix xian :
- le district de Yanhu - 盐湖区 Yánhú Qū ;
- la ville de Yongji - 永济市 Yǒngjì Shì ;
- la ville de Hejin - 河津市 Héjīn Shì ;
- le xian de Ruicheng - 芮城县 Ruìchéng Xiàn ;
- le xian de Linyi - 临猗县 Línyī Xiàn ;
- le xian de Wanrong - 万荣县 Wànróng Xiàn ;
- le xian de Xinjiang - 新绛县 Xīnjiàng Xiàn ;
- le xian de Jishan - 稷山县 Jìshān Xiàn ;
- le xian de Wenxi - 闻喜县 Wénxǐ Xiàn ;
- le xian de Xia - 夏县 Xià Xiàn ;
- le xian de Jiang - 绛县 Jiàng Xiàn ;
- le xian de Pinglu - 平陆县 Pínglù Xiàn ;
- le xian de Yuanqu - 垣曲县 Yuánqǔ Xiàn.

## Personnalités liées
- Li Jianwu (1906-1982), écrivain, traducteur et critique littéraire chinois y est né